# 奧爾頓 (阿拉巴馬州)
奧爾頓（英語：Alton）是一個位於美國阿拉巴馬州傑佛遜縣的非建制地區。該地的面積和人口皆未知。

## 地理
奧爾頓的座標為33°34′45″N 86°38′15″W / 33.57917°N 86.63750°W，而該地的平均海拔高度為238米（即781英尺）。